# 郭天錫 (明朝)
郭天錫（15世紀—1539年），字承之，號野航，山東登州府福山縣人，守禦所籍，明朝政治人物。

## 生平
郭天錫是弘治十七年（1504年）山東鄉試舉人，正德十三年（1518年）授河間府靜海縣知縣，以巡按御史陳克宅舉薦，十六年調任平湖知縣，有清廉名聲，當時明武宗南巡，有權貴藉此收受賄賂，他卻空手接待而被鞭撻，縣民孫瀛、胡奉以身保護，巡按御史陳克宅稱他「處邑如家，利害直任」。
嘉靖元年（1522年）郭天錫陞為徐州知州，正值荒年流民聚集為盜，他反對同僚剿滅，獨自挺身向盜賊諭以禍福令對方投降，得都御史胡錠、南京兵部右侍郎席書、御史胡明善交章推薦，嘉靖八年復除陝西蘭州知州，九年丁母憂，十三年起任陳州，五任都知名但依然非常貧窮。
其後為他入朝擔任中軍都督府經歷，十五年陞刑部福建司員外郎，十六年晉陝西司郎中，嘉靖十八年（1539年）跟隨明世宗駕幸承天，賞賜紫金羅衣一件，回京邸後六月二十日因暑病去世，七年後以子郭宗皋贈都察院右僉都御史，嘉靖二十一年（1542年）入祀浙江平湖名宦祠，並祀鄉賢祠。

## 著作
著作有《太平吟稿》、《野航吟稿》。

## 家族
兒子郭宗皐，嘉靖八年進士。

## 引用
- 郭宗皋《刑部郎中贈都察院右佥都御史先君行状》

1. 1 2  道光《直隸南雄州志·卷二十五·列傳一》：郭天錫，字承之，自五歲喪父，事母以孝聞，入學以禮持身，舉弘治甲子科鄉試，任靖海令，廉明愛民，遇武宗南狩，有中貴賴姓者為前驅，旁邑爭賂焉，公獨素手見，賴怒撻之，邑民孫瀛、胡奉等爭以身蔽公，瀛為折右股，巡方御史陳克宅薦有「處邑如家，利害直任」之語。調平湖，貧如布衣，邑丞私謂曰：「平湖錦繡布袋，徵取之誰知？」公援楊震四知以答，丞慚退。陞徐州守，值歲荒亡命嘯聚，眾議勦，公不允，挺身諭以禍福，盜果降；都御史胡錠、侍郎席書、御史胡明善交章薦，調蘭州，復陳州，五任名區，家徒壁立。後為刑部郎中，扈從世宗駕幸承天，以勞拜主事，卒於京邸，中外悼惜，嘉靖二十一年入浙江平湖名宦，崇祀鄉賢。
2. 1 2  光緒《陳州府志·卷十三·職官》：（陳州）知州……郭天錫 山東守禦所人，舉人，遷中府經歷
3. ↑  光緒《平湖縣志·卷十二·宦蹟》：郭天錫，字福山，山東登州人，正德末知縣，清謹有惠愛，興利除害不畏強禦，不阿上官風力甚著，遷知徐州。 府圖記參程志